# Michael Gordon (Schauspieler)
Michael Gordon (* 1948) ist ein deutsch-amerikanischer Filmschauspieler.

## Filmografie
- 1963: Doctor Who (TV-Serie)
- 1966: The Idol (britischer Spielfilm), Regie: Daniel Petrie (Junge)
- 1967: Z Cars (britische TV-Serie) – Calling the Tune (Danny)
- 1970: Niklashauser Fart (TV-Drama), Regie: Rainer Werner Fassbinder (Antonio)
- 1971: Vampira (TV-Horrorfilm), Regie: George Moorse
- 1972: Wonnekloß (Spielfilm), Regie: Marran Gosov
- 1974: Schattenreiter (Spielfilm), Regie: George Moorse
- 1975: LH 615 – Operation München (Dokumentarfilm), Regie: Theo Mezger
- 1979: The Bell Jar (US-amerikanischer Spielfilm), Regie: Larry Peerce (Taxifahrer)
- 1983: Screamtime (britischer Spielfilm), Regie: Stanley A. Long
- 1986: Ein Fall für zwei (TV-Serie) – Blinder Haß (Henry Althoff)
- 1990: Mit den Clowns kamen die Tränen (TV-Dreiteiler), nach einem Roman von Johannes Mario Simmel, Regie: Reinhard Hauff
- 1991: Großstadtrevier (TV-Serie) – Sonny Boy
- 1992: Sterne des Südens (TV-Serie), Regie: Berengar Pfahl
- 1992: Unser Lehrer Dr. Specht (TV-Serie), Regie: Vera Loebner, Werner Masten, Karin Hercher
- 1993: Marienhof (TV-Serie)
- 1993: Die Tunisreise (Dokumentarfilm), Regie: Bruno Moll (Klee)
- 1993: Wildbach (TV-Serie), Regie: Rüdiger Nüchtern u. a.
- 1993: Schindlers Liste (Spielfilm), Regie: Steven Spielberg (Herr Nussbaum)
- 1995: Zwei Partner auf 6 Pfoten (TV-Serie) (Hauptkommissar Joseph Bruske)
- 1995: Zwei Brüder (TV-Serie) – Die lange Nacht (Mirich)
- 1997: Ein Mann steht seine Frau (TV-Serie), Regie: Peter Weck (Herr Kloster)
- 1997: Kalkuliertes Risiko (TV-Thriller), Regie: Michael Kennedy
- 1997: Ausgerastet (TV-Drama), Regie: Hanno Brühl
- 1998: Park Hotel Stern (TV-Serie) – In flagranti
- 1998: Die Straßen von Berlin (TV-Serie) – Die Bazooka-Bande (Todorov)
- 1998: Aus heiterem Himmel (TV-Serie) – Alleingang (Herr Breit)
- 1998: SOKO 5113 (TV-Serie) – Noch 36 Stunden (Baltzer)
- 1999: Der Bulle von Tölz: Tod aus dem All (Verleger)
- 1999: Club der starken Frauen – Die Rote Meile (TV-Serie), Regie: Michael Bielawa u. a. (Wolfgang Albrecht)
- 1999: Dr. Stefan Frank – Der Arzt, dem die Frauen vertrauen – Gefrorene Träume
- 2001: SOKO Leipzig (TV-Serie) – Tod im Internat (Felix Mauthner)
- 2001: SOKO 5113 (TV-Serie) – Schachmatt (Gerhard Setzmüller)
- 2001: Die Manns – Ein Jahrhundertroman (TV-Dreiteiler), Teil 3 1942-1955, Regie: Heinrich Breloer
- 2002: Santa Claudia (TV-Komödie), Regie: Andi Niessner
- 2003: Las Vegas (US-amerikanische TV-Serie), Regie: David Solomon
- 2004: Der Wunschbaum (TV-Dreiteiler) nach dem Familiendrama von Sandra Paretti, Regie: Dietmar Klein, Teil 3
- 2005: Untold Stories of the ER (US-amerikanische TV-Serie)
- 2005: Murder on the Border / La Migra (US-amerikanischer Spielfilm), Regie: Juan Frausto
- 2005: Speer und Er (TV-Dreiteiler), Regie: Heinrich Breloer, Teil 2 Nürnberg – Der Prozess
- 2005: Liebe hat Vorfahrt (TV-Komödie), Regie: Dietmar Klein
- 2007: Balls of Fury (US-amerikanischer Spielfilm), Regie: Robert Ben Garant
- 2007: Chihuahua: The Movie (US-amerikanischer Spielfilm), Regie: Michael Amundsen
- 2011: Beyond Acceptance (US-amerikanischer Spielfilm), Regie: Leslie Naugle